# Быков, Вячеслав Аркадьевич

Автограф

Вячесла́в Арка́дьевич Бы́ков (род. 24 июля 1960, Челябинск) — советский и российский хоккеист (центральный нападающий), тренер. Двукратный олимпийский чемпион и пятикратный чемпион мира в составе сборных СССР, Объединённой команды и России. Заслуженный тренер России. Главный тренер сборной России в 2006—2011 годах.
Кроме российского, с 2003 года имеет также швейцарское гражданство. Его сын Андрей (род. 1988) также играет в хоккей, всю карьеру выступает за швейцарский «Фрибур-Готтерон», в начале 2010-х годов привлекался в сборную Швейцарии.
В мае 2012 вошёл в состав наблюдательного совета хоккейного клуба ЦСКА.

## Игровая карьера
В 15 лет стал играть за взрослую команду «Сельхозвузовец». В сезоне 1979/80 дебютировал в первенстве СССР в составе челябинского «Металлурга». Стал вторым снайпером команды — 50 шайб в 60 матчах. В конце сезона перешёл в «Трактор», в котором играл до 1982 года, в 1982—1990 годах играл в ЦСКА, 1990—1998 — в швейцарском «Фрибур-Готтерон», 1998—2000 — в «Лозанне». Несмотря на ряд предложений, никогда не выступал в НХЛ, объясняя это желанием больше времени проводить с семьёй.
Заслуженный мастер спорта СССР (1983), семикратный чемпион СССР 1983—1989. В чемпионатах СССР провёл 430 матчей, набрал 365 очков (195+170).
По итогам сезона 1989/90 вошёл в символическую сборную чемпионата СССР. В опросе по определению лучшего хоккеиста страны в 1986 года занял 5-е место, в 1989 году — 2-е, в 1990 году — 3-е.
В сборной СССР дебютировал 8 сентября 1982 года в Братиславе в матче на приз «Руде право» с Чехословакией (7:4), где забросил первую шайбу в главной команде. В составе сборной СССР четырежды становился чемпионом мира. Накануне Олимпийских игр в Сараево был выведен из состава сборной СССР и пропустил этот турнир. В 1988 году выиграл золотые медали Олимпиады в Калгари. Второе олимпийское золото получил в составе Объединённой команды в 1992 году в Альбервиле. Свои последние золотые медали в качестве игрока завоевал в 1993 году в составе сборной России, будучи её капитаном.

## Достижения
- Олимпийский чемпион 1988, 1992 гг. На Олимпиаде-92 был капитаном Объединённой команды.
- Чемпион мира 1983, 1986, 1989, 1990, 1993 гг. Чемпион мира 2008, 2009 гг. в качестве главного тренера сборной России. На ЧМ-93 был капитаном сборной России. Второй призёр ЧМ-87. Третий призёр ЧМ-85, 91. Вошёл в символическую сборную ЧМ-89. На ЧМ и Олимпиадах — 99 матчей, 49 голов.
- Финалист Кубка Канады 1987 г. (9 матчей, 2 гола).
- Обладатель Кубка европейских чемпионов 1982-90.
- Член Клуба Всеволода Боброва (327 голов, 23-е место).
- Обладатель Кубка Гагарина 2010—2011, 2014—2015[8]

## Статистика

### Клубная карьера
| 1979/80                   | Трактор                   | СССР                      | 3   | 2   | 0   | 2   | 0   | —  | —  | —  | —   | —  |
| 1980/81                   | Трактор                   | СССР                      | 48  | 26  | 16  | 42  | 4   | —  | —  | —  | —   | —  |
| 1981/82                   | Трактор                   | СССР                      | 44  | 20  | 16  | 36  | 14  | —  | —  | —  | —   | —  |
| 1982/83                   | ЦСКА                      | СССР                      | 44  | 22  | 22  | 44  | 10  | —  | —  | —  | —   | —  |
| 1983/84                   | ЦСКА                      | СССР                      | 44  | 22  | 11  | 33  | 12  | —  | —  | —  | —   | —  |
| 1984/85                   | ЦСКА                      | СССР                      | 36  | 21  | 14  | 35  | 4   | —  | —  | —  | —   | —  |
| 1985/86                   | ЦСКА                      | СССР                      | 36  | 10  | 10  | 20  | 6   | —  | —  | —  | —   | —  |
| 1986/87                   | ЦСКА                      | СССР                      | 40  | 18  | 15  | 33  | 10  | —  | —  | —  | —   | —  |
| 1987/88                   | ЦСКА                      | СССР                      | 47  | 17  | 30  | 47  | 26  | —  | —  | —  | —   | —  |
| 1988/89                   | ЦСКА                      | СССР                      | 40  | 16  | 20  | 36  | 10  | —  | —  | —  | —   | —  |
| 1989/90                   | ЦСКА                      | СССР                      | 48  | 21  | 16  | 37  | 16  | —  | —  | —  | —   | —  |
| 1990/91                   | Фрибур-Готтерон           | NLA                       | 36  | 35  | 49  | 84  | 16  | 8  | 7  | 16 | 23  | 10 |
| 1991/92                   | Фрибур-Готтерон           | NLA                       | 34  | 39  | 48  | 87  | 24  | 14 | 4  | 16 | 20  | 10 |
| 1992/93                   | Фрибур-Готтерон           | NLA                       | 35  | 25  | 51  | 76  | 14  | 9  | 10 | 12 | 22  | 4  |
| 1993/94                   | Фрибур-Готтерон           | NLA                       | 36  | 30  | 43  | 73  | 2   | 11 | 11 | 21 | 32  | 2  |
| 1994/95                   | Фрибур-Готтерон           | NLA                       | 30  | 24  | 51  | 75  | 35  | 8  | 6  | 4  | 10  | 4  |
| 1995/96                   | Фрибур-Готтерон           | NLA                       | 28  | 10  | 25  | 35  | 8   | 4  | 2  | 1  | 3   | 0  |
| 1996/97                   | Фрибур-Готтерон           | NLA                       | 46  | 23  | 45  | 68  | 16  | 3  | 0  | 3  | 3   | 2  |
| 1997/98                   | Фрибур-Готтерон           | NLA                       | 18  | 14  | 18  | 32  | 4   | 12 | 2  | 6  | 8   | 6  |
| 1998/99                   | Лозанна                   | NLB                       | 24  | 19  | 21  | 40  | 40  | 3  | 2  | 4  | 6   | 2  |
| 1999/2000                 | Лозанна                   | NLB                       | 6   | 2   | 9   | 11  | 2   | —  | —  | —  | —   | —  |
| Итого в СССР (11 сезонов) | Итого в СССР (11 сезонов) | Итого в СССР (11 сезонов) | 430 | 195 | 170 | 365 | 112 | —  | —  | —  | —   | —  |
| Итого в NLA (8 сезонов)   | Итого в NLA (8 сезонов)   | Итого в NLA (8 сезонов)   | 263 | 200 | 330 | 530 | 119 | 69 | 42 | 79 | 121 | 38 |
| Итого в NLB (2 сезона)    | Итого в NLB (2 сезона)    | Итого в NLB (2 сезона)    | 30  | 21  | 30  | 51  | 42  | 3  | 2  | 4  | 6   | 2  |

### Карьера в сборной
| Год                  | Команда              | Турнир               | Место                |     | И  | Г  | П  | О  | Штр |
| -------------------- | -------------------- | -------------------- | -------------------- | --- | -- | -- | -- | -- | --- |
| 1983                 | СССР                 | ЧМ                   | 1                    | 10  | 3  | 2  | 5  | 0  |     |
| 1985                 | СССР                 | ЧМ                   | 3                    | 10  | 6  | 3  | 9  | 2  |     |
| 1986                 | СССР                 | ЧМ                   | 1                    | 10  | 6  | 6  | 12 | 2  |     |
| 1987                 | СССР                 | ЧМ                   | 2                    | 10  | 5  | 6  | 11 | 0  |     |
| 1987                 | СССР                 | КК                   | 2                    | 9   | 2  | 7  | 9  | 4  |     |
| 1988                 | СССР                 | ОИ                   | 1                    | 7   | 2  | 3  | 5  | 2  |     |
| 1989                 | СССР                 | ЧМ                   | 1                    | 10  | 6  | 6  | 12 | 2  |     |
| 1990                 | СССР                 | ЧМ                   | 1                    | 10  | 3  | 1  | 4  | 4  |     |
| 1991                 | СССР                 | ЧМ                   | 3                    | 10  | 4  | 4  | 8  | 0  |     |
| 1992                 | СНГ                  | ОИ                   | 1                    | 8   | 4  | 7  | 11 | 0  |     |
| 1993                 | Россия               | ЧМ                   | 1                    | 8   | 4  | 3  | 7  | 6  |     |
| 1995                 | Россия               | ЧМ                   | 5                    | 6   | 2  | 2  | 4  | 4  |     |
| Всего (осн. сборная) | Всего (осн. сборная) | Всего (осн. сборная) | Всего (осн. сборная) | 108 | 47 | 50 | 97 | 26 |     |

## Тренерская карьера
По окончании карьеры игрока работал тренером во «Фрибуре-Готтероне» (Швейцария). С 28 апреля 2004 года по 4 апреля 2009 года работал главным тренером ЦСКА.

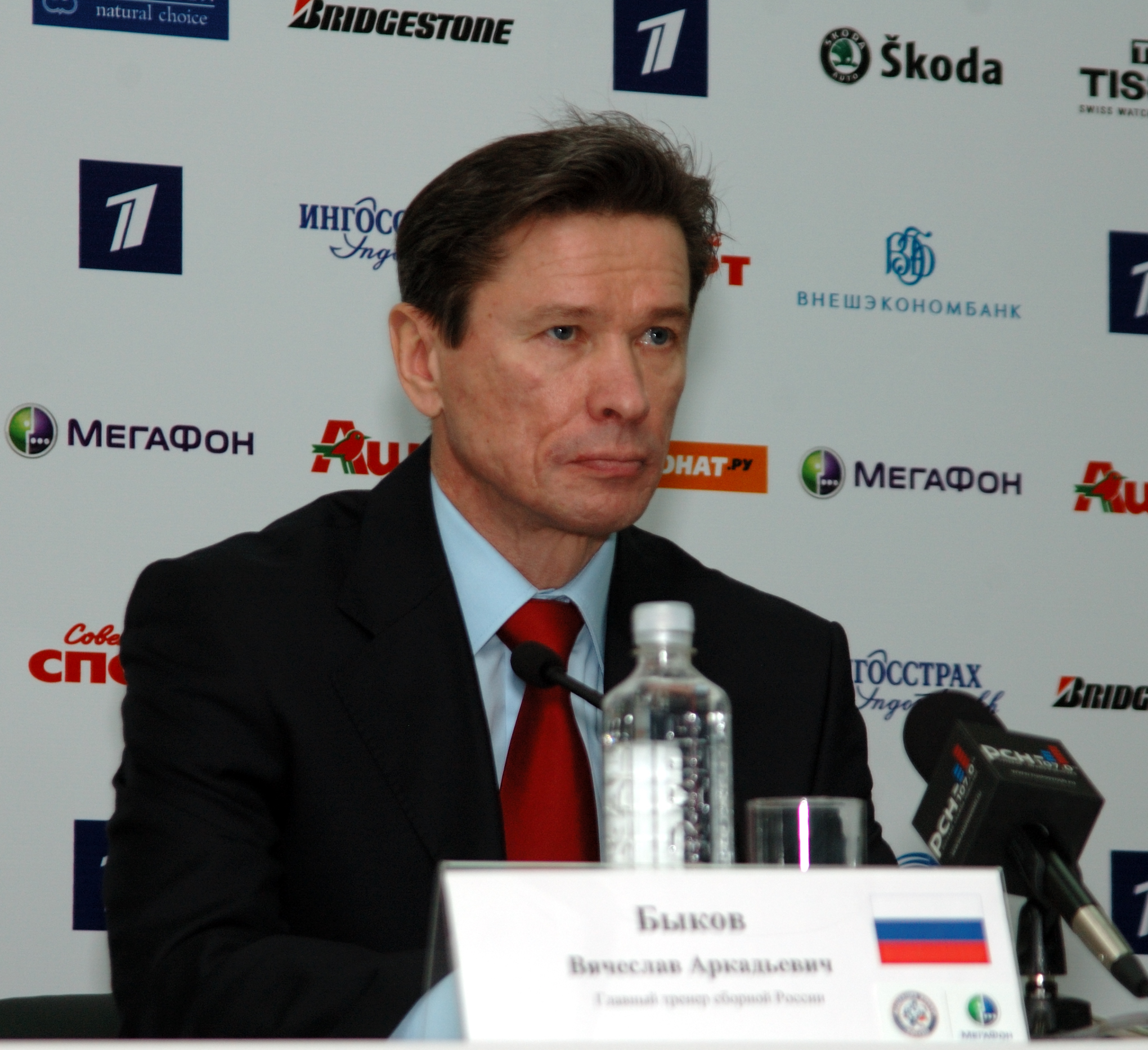
Быков — главный тренер сборной России (2010 год)

С 11 августа 2006 года по 26 мая 2011 года Быков занимал должность главного тренера сборной России по хоккею. Старшим тренером в сборной все эти годы был Игорь Захаркин. В 2007 году на домашнем чемпионате мира сборная России под руководством Быкова завоевала бронзовые медали (поражение в овертайме полуфинала от финнов и победа над шведами в игре за третье место), а в 2008 году на чемпионате мира в Канаде впервые за 15 лет выиграла титул чемпионов мира, победив в драматичном финале в овертайме канадцев (5:4). Через год в Швейцарии Россия защитила свой титул, вновь обыграв в финале канадцев (2:1). На обоих турнирах Россия не проиграла ни одного матча.
Однако в 2010 году на хоккейном олимпийском турнире в Ванкувере Россия, ожидания от выступления которой были очень высоки, потерпела в 1/4 финала унизительное поражение от Канады со счётом 3:7 (все семь шайб россияне пропустили уже к середине матча), а на чемпионате мира в Германии уступила звание чешской сборной в финале. Через год на чемпионате мира в Словакии Россия одержала волевую победу в четвертьфинале над Канадой (2:1), но затем уступила финнам (0:3) и чехам (4:7) и осталась без медалей, и 26 мая 2011 года Быков и Захаркин были отправлены в отставку (такое решение принял исполком Федерации хоккея России), а причиной этого решения было названо «неудовлетворительное выступление сборной России на чемпионате мира 2011».
В 2004 году Быков был избран в Зал славы отечественного хоккея. 14 мая 2009 года, оставаясь тренером национальной сборной, возглавил клуб КХЛ «Салават Юлаев» (Уфа) и в сезоне 2009/10 выиграл бронзовые медали чемпионата России, а уже в следующем сезоне 16 апреля 2011 года под его руководством клуб выиграл Кубок Гагарина, победив в финальной серии «Атлант» (4-1). 30 апреля истёк срок контракта, который так и не был продлён.
После трёхлетней паузы, 4 апреля 2014 года Быков стал главным тренером петербургского СКА, подписав контракт по системе 2+1. Уже в первом же сезоне под руководством Быкова СКА впервые в истории выиграл Кубок Гагарина. 17 июня 2015 покинул клуб по семейным обстоятельствам. С тех пор больше тренером не работал.

### Статистика
| Команда                | Турнир-сезон           | Регулярный сезон | Регулярный сезон | Регулярный сезон | Регулярный сезон | Регулярный сезон | Регулярный сезон | Регулярный сезон | Регулярный сезон      | Плей-офф              | Плей-офф              | Плей-офф                |
| Команда                | Турнир-сезон           | И                | В                | ВО/ВБ            | Н                | ПО/ПБ            | П                | О                | Результат             | В                     | П                     | Результат               |
| ---------------------- | ---------------------- | ---------------- | ---------------- | ---------------- | ---------------- | ---------------- | ---------------- | ---------------- | --------------------- | --------------------- | --------------------- | ----------------------- |
| ЦСКА                   | РСЛ 2004/05            | 60               | 21               | 3                | 9                | 3                | 24               | 81               | 10 место              | -                     | -                     | Не попали в плей-офф    |
| ЦСКА                   | РСЛ 2005/06            | 51               | 25               | 0                | 8                | 1                | 17               | 84               | 5 место               | 3                     | 4                     | Вылетели в 1/4 финала   |
| ЦСКА                   | РСЛ 2006/07            | 54               | 27               | 1                | 4                | 2                | 20               | 89               | 6 место               | 7                     | 5                     | Вылетели в 1/2 финала   |
| Сборная России         | ЧМ 2007                | 9                | 8                | 0                | -                | 1                | 0                | -                | 3 место               | 3 место               | 3 место               | 3 место                 |
| ЦСКА                   | РСЛ 2007/08            | 57               | 30               | 6                | -                | 6                | 15               | 108              | 3 место               | 3                     | 3                     | Вылетели в 1/2 финала   |
| Сборная России         | ЧМ 2008                | 9                | 6                | 3                | -                | 0                | 0                | -                | 1 место               | 1 место               | 1 место               | 1 место                 |
| ЦСКА                   | КХЛ 2008/09            | 56               | 27               | 7                | -                | 11               | 11               | 106              | 4 место               | 3                     | 5                     | Вылетели в 1/4 финала   |
| Сборная России         | ЧМ 2009                | 9                | 8                | 1                | -                | 0                | 0                | -                | 1 место               | 1 место               | 1 место               | 1 место                 |
| Салават Юлаев          | КХЛ 2009/10            | 56               | 37               | 7                | -                | 4                | 8                | 129              | 1-е на Востоке        | 9                     | 7                     | Вылетели в 1/2 финала   |
| Сборная России         | ОИ 2010                | 4                | 2                | 0                | -                | 1                | 1                | -                | Вылетели в 1/4 финала | Вылетели в 1/4 финала | Вылетели в 1/4 финала | Вылетели в 1/4 финала   |
| Сборная России         | ЧМ 2010                | 9                | 8                | 0                | -                | 0                | 1                | -                | 2 место               | 2 место               | 2 место               | 2 место                 |
| Салават Юлаев          | КХЛ 2010/11            | 54               | 29               | 9                | -                | 4                | 12               | 109              | 3-е на Востоке        | 16                    | 5                     | Выиграли Кубок Гагарина |
| Сборная России         | ЧМ 2011                | 9                | 4                | 0                | -                | 1                | 4                | -                | 4 место               | 4 место               | 4 место               | 4 место                 |
| СКА                    | КХЛ 2014/15            | 60               | 36               | 5                | -                | 2                | 14               | 123              | 2-е на Западе         | 16                    | 6                     | Выиграли Кубок Гагарина |
| Всего в РСЛ / КХЛ      | Всего в РСЛ / КХЛ      | 448              | 232              | 38               | 21               | 33               | 121              | -                | -                     | 57                    | 35                    | -                       |
| Всего в сборной России | Всего в сборной России | 49               | 36               | 4                | -                | 3                | 6                | -                | -                     | -                     | -                     | -                       |

## Награды
- Орден «За заслуги перед Отечеством» IV степени (30 июня 2009) — за большой вклад в победу национальной сборной команды России по хоккею на чемпионатах мира в 2008 и 2009 годах[13]
- Орден «Знак Почёта» (1988)
- Знак «За заслуги в развитии физической культуры и спорта» (Минспортуризм России, 17 ноября 2011 года) — за заслуги в развитии физической культуры и спорта, многолетний плодотворный труд и в связи с празднованием 65-летия отечественного хоккея[14]
- Член Зала славы ИИХФ (2014)
- «Лучший тренер» (2015)[15]

## Личная жизнь
Отец — Аркадий Быков, портной, шил на дому. Умер. Мать — Галина Александровна Быкова, воспитатель в детском саду. Проживает в Челябинске. Сестра — Алёна Белозёрова.
Жена — Надежда. Дочь — Мария (работает продюсером в Швейцарии). Сын — Андрей (род. 1988, хоккеист швейцарского клуба «Фрибур-Готтерон», выступал за сборную Швейцарии). Когда у Вячеслава Быкова спросили, какие чувства он будет испытывать, если его сын Андрей, выступая за сборную Швейцарии, забросит шайбу в ворота сборной России, он ответил: «Я буду огорчен как тренер и безумно рад как отец».